# Rio Quererá
Rio Quererá är ett periodiskt vattendrag i Brasilien.   Det ligger i delstaten Bahia, i den östra delen av landet, 1 100 km nordost om huvudstaden Brasília.
Omgivningarna runt Rio Quererá är huvudsakligen savann. Runt Rio Quererá är det ganska glesbefolkat, med 25 invånare per kvadratkilometer.